# Andrew Richardson
Andrew Richardson (Peterborough, 14 marzo 1974) è un ex tennista e allenatore di tennis britannico.

## Carriera
Richardson ha partecipato tre volte al tabellone principale di uno Slam, tutte a Wimbledon grazie a delle wild-card. Sia nel 1992 che nel 1998 ha perso nel round di apertura, rispettivamente contro Marc Rosset e Hicham Arazi, mentre a Wimbledon 1997 è avanzato fino al terzo round, con vittorie sul qualificato spagnolo Sergi Duran in due set e poi su un altro spagnolo Juan Albert Viloca, in cinque set. È stato eliminato dal connazionale Greg Rusedski al terzo turno.
Ha avuto più successo come giocatore di doppio vincendo cinque tornei nell'ATP Challenger Tour, in uno di questi a Seul nel 1995 ha fatto coppia con il connazionale Tim Henman. La coppia ha anche raggiunto le semifinali del torneo indoor Ostrava Open 1996. Richardson sarebbe poi stato un testimone al matrimonio di Henman.
Nel 1997, Richardson ha rappresentato la squadra di Coppa Davis della Gran Bretagna contro lo Zimbabwe.
Successivamente è diventato allenatore di tennis e ha lavorato con i giocatori britannici Ross Hutchins, Miles Kasiri, Alan Mackin ed Emma Raducanu. Richardson ha lavorato con Raducanu durante gli US Open 2021, in cui è diventata la prima qualificata a vincere un titolo del Grande Slam, e la prima donna britannica a conquistare un Major dal successo a Wimbledon 1977 di Virginia Wade.